# John McCain
För andra betydelser, se John McCain (olika betydelser).
John Sidney McCain III, född 29 augusti 1936 i Coco Solo i Panamakanalzonen, död 25 augusti 2018 i Cornville i Yavapai County i Arizona, var en amerikansk politiker (republikan) och tidigare stridsflygare och officer i USA:s flotta. Han var ledamot av USA:s senat för Arizona från 1987 fram till sin död 2018. Han kandiderade som den republikanska kandidaten i presidentvalet 2008. Detta val förlorade han mot demokraten Barack Obama. Han var från 1980 gift med Cindy McCain. 
I juli 2017 diagnostiserades han med malign hjärntumör (Glioblastom). Han avled den 25 augusti 2018.

## Biografi
John McCain föddes i den så kallade kanalzonen, som då var en amerikansk enklav i Panama, som son till John S. McCain, Jr. (1911–1981) och Roberta Wright (1912–2020). John McCain Jr var liksom sin far John S. McCain Sr (1884–1945), fyrstjärnig amiral. 
McCain följde i deras fotspår och studerade vid United States Naval Academy i Annapolis, där han 1958 tog examen som nummer 894 av 899 studenter i samma avgångsklass. Han blev efter två års vidareutbildning vid Naval Air Station Pensacola pilot inom amerikanska flottan för flygplanstypen A-1 Skyraider. 

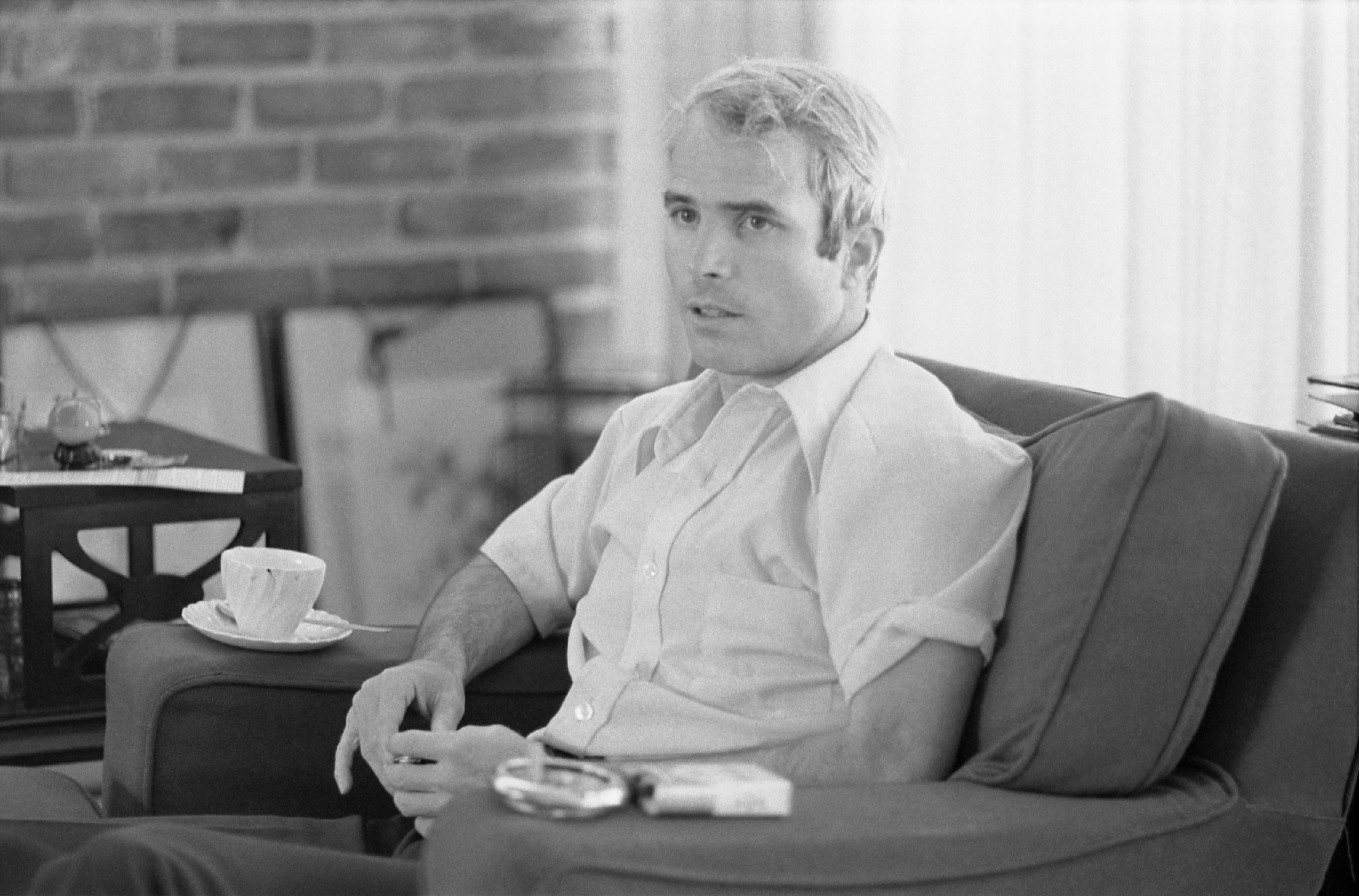
John McCain 1973, efter sin hemkomst från Vietnam.

År 1967 anmälde sig McCain som frivillig till Vietnamkriget och flög turer över Nordvietnam i flygplanstypen A-4 Skyhawk. När han förberedde sig inför ett av dessa uppdrag skedde en olycka på hans hangarfartyg, USS Forrestal, då ett annat plan av misstag avlossade en Zuni-raket som träffade bland annat McCains flygplan där bränsletanken perforerades. Det brinnande flygbränslet spred sig över skeppet och 134 män dog i olyckan. Efter olyckshändelsen fick McCain möjlighet att återvända hem, men valde att fortsätta. Senare samma år blev han under ett uppdrag nedskjuten av en nordvietnamesisk luftvärnsrobot. Vid utskjutningen ur planet bröt han båda armarna och sitt högra ben. Han landade i en sjö och lyckades ta sig upp till ytan. Han drogs in till land och anfölls av en mobb som misshandlade och knivstack honom upprepade gånger innan han överlämnades till det ökända nordvietnamesiska fängelset Hanoi Hilton.
När hans far, John S. McCain Jr., utsågs till befälhavare för USA:s styrkor i Stilla Havet såg Nordvietnam möjligheten att vinna en propagandaseger genom att frige John McCain. Denne vägrade dock att släppas, med hänvisning till att krigsfångar ska friges i den ordningen de tillfångatagits. När McCain inte ville medverka i Nordvietnams propaganda intensifierades tortyren av honom. Han satt två år i isoleringscell och man knäckte upp hans tidigare arm- och benbrott. När McCain till slut släpptes med övriga krigsfångar från Hanoi Hilton 1973 var han så skadad efter ständigt återkommande tortyr att det inte var möjligt för honom att fortsätta som stridspilot. Istället började han studera vid National War College, och 1977 utsågs han till förbindelseofficer för USA:s marindepartement i senaten. Han avskrevs från aktiv tjänstgöring i flottan 1981, samma dag som hans far begravdes bredvid hans farfar på Arlington National Cemetery. Under sin militära karriär fick han ett antal utmärkelser som Silver Star, Bronze Star, Legion of Merit, Purple Heart och Distinguished Flying Cross.
År 1999 skrev han bästsäljaren Faith Of My Fathers, en biografi om hans familjs militära historia och hans egen tid i Vietnam.
I det republikanska primärvalet inför presidentvalet 2000, som till sist vanns av George W. Bush, var McCain en av kandidaterna. Han vann de republikanska primärvalen i delstaterna New Hampshire, Michigan, Arizona, Rhode Island, Connecticut och Vermont innan han var tvungen att erkänna sig besegrad.

## USA:s senat
År 1982 valdes McCain in i representanthuset och 1986, då republikanen Barry Goldwater drog sig tillbaka, lyckades McCain bli vald till en plats i senaten. 
McCain tillhörde den mer mittenorienterade falangen inom det republikanska partiet, och i kongressen blev han känd för sin självständighet gentemot partiet. Han bröt många gånger mot partilinjen för att istället lägga fram förslag tillsammans med högerfalangen inom demokraterna. I senaten drev han bland annat krav för att skärpa reglerna för kampanjbidrag och arbetade mot olika typer av onödiga statliga utgifter. Som presidentkandidat anammade han en ekonomisk agenda, som nära anslöt till den politik som bedrevs av den dåvarande presidenten George W. Bush; han röstade dock emot Bushs skattesänkningar med hänvisning till att det var oansvarigt att sänka skatten då USA befann sig i krig. McCain var emot förhörsmetoder som skendränkning och ville att Guantanamolägret skulle stängas. Under sin presidentkampanj anslöt sig McCain dock gradvis till den republikanska partilinjen. McCain blev, som flerårig medlem av republikanerna och militären, en av de starkaste krafterna för en fortsättning på den kritiserade don't ask, don't tell-politiken, vilken förbjöd öppet homosexuella att tjänstgöra inom militären; men den 20 september 2011 upphävdes policyn.
Tidningen National Journal rankade McCain tillsammans med sju av sina kollegor som de "mest konservativa" senatorerna år 2010. Under Barack Obamas presidentskap var McCain en av de fem främsta republikanerna som ofta skulle komma att rösta på Obamas förslag i betydande omröstningar; McCain röstade på Obamas förslag i sådana omröstningar mer än hälften av tiden 2013.
McCain röstade inte i senaten från december 2017, då han istället valde att stanna kvar i Arizona för att genomgå cancerbehandling. Den 15 april 2018 genomgick han en operation för en infektion som var relaterad till divertikulit, och den följande dagen rapporterades det att McCain var i stabilt skick. Den 24 augusti 2018 meddelade McCains familj att cancerbehandlingen avslutats. Han avled dagen därpå.
Arizonas guvernör Doug Ducey utsåg en tillfällig ersättare till hans plats fram till valet 2020 och enligt Arizonas lag måste den utnämnda ersättaren vara från samma parti som den hädangånge. Den 4 september, utsåg guvernör Ducey Jon Kyl för att fylla McCains plats.

## Presidentvalet 2008

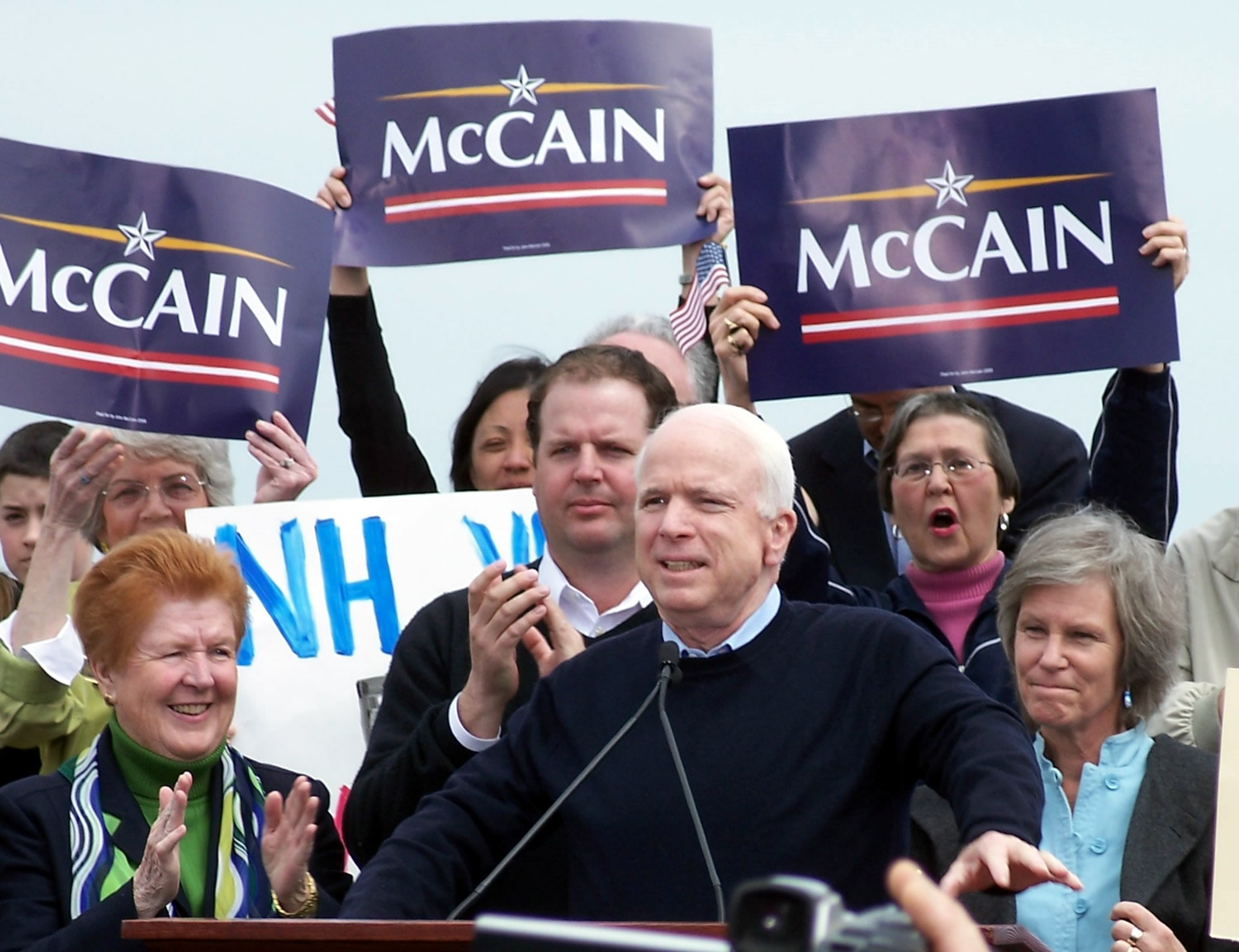
McCain talar i Portsmouth, New Hampshire

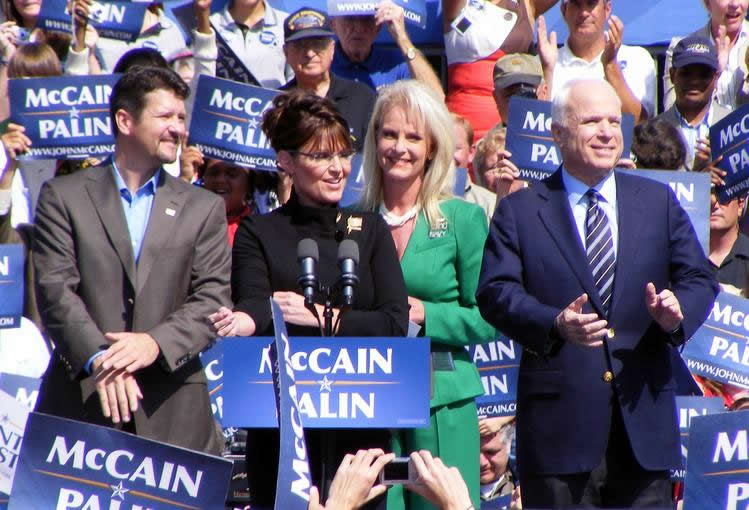
McCain tillsammans med sin vicepresidentkandidat Sarah Palin och respektive makar i Fairfax, Virginia, i september 2008

McCain tillkännagav sin kandidatur inför presidentvalet den 28 februari 2007 i direktsändning på TV-programmet The Late Show with David Letterman. Inledningsvis sågs McCains chanser att bli vald som små, eftersom han förknippades med ett starkt stöd för Irakkriget, vilket betraktades som en belastning i allmänhetens ögon. När förlusterna i Irak sjönk efter truppförstärkningen "the surge" 2007, och en förbättring av säkerhetsläget där kunde skönjas, kom detta ej längre att betraktas som en belastning i lika stor utsträckning, och McCain, som länge lobbat för en truppförstärkning, fick ökade popularitetssiffror. McCains "mittenprofil" var under primärvalskampanjens inledande delar både en belastning och en tillgång. Många aktiva republikaner, och särskilt den kristna högern, betraktade honom inte som konservativ nog och gav honom därför ej sitt stöd. Många konservativa kolumnister och radiopratare, däribland Rush Limbaugh, bedrev aktiva och högljudda kampanjer mot McCain. I de delstater där även andra än partimedlemmar kunde delta i primärvalen fick McCain däremot starkt stöd av mittenväljare, som inte ville rösta på mer "renläriga" republikaner. Många mittenorienterade republikaner betraktade honom också som en person som, till skillnad mot flera andra kandidater, borde haft en god chans att vinna själva presidentvalet, vilket kräver stöd av tillräckligt många mittenväljare.
Efter att Mike Huckabee respektive Mitt Romney vann de två första republikanska primärvalen, i Iowa respektive Wyoming, vann McCain i New Hampshire den 8 januari 2008. Även om den lilla delstaten New Hampshire har få delegater, har resultaten i denna delstat (vars primärval alltid ligger tidigt) historiskt betraktats som en bra indikator på vem som kommer att vinna respektive partis nominering. John McCain segrade därefter i South Carolina den 19 januari och i det folkrika Florida den 29 januari, medan Romney vann i några andra delstater. Detta samt opinionsundersökningar gjorde att McCain betraktades som trolig favorit inför supertisdagen den 5 februari. McCain fick också stöd från Rudy Giuliani, som drog sig ur kampen om presidentposten efter ett dåligt resultat i Florida, och guvernör Arnold Schwarzenegger i Kalifornien, den folkrikaste delstaten med primärval under supertisdagen. Under supertisdagen vann McCain i nio av de 21 delstater som höll republikanskt primärval, medan Romney vann i sju delstater och Huckabee i fem. McCain vann dock i de flesta folkrika delstaterna, bland annat Kalifornien och New York. Detta ledde till att McCain efter supertisdagen hade över 60 % av det totala antalet utsedda delegater, vilket betraktades som ett närmast ointagligt försprång. På grund av detta drog sig Mitt Romney ur kampanjen den 7 februari 2008, och i och med det var det i det närmaste avgjort att McCain skulle bli republikanernas presidentkandidat i valet 2008.
I primälvalen i delstaterna Texas, Ohio, Vermont och Rhode Island den 4 mars 2008 segrade McCain över Mike Huckabee och uppnådde det antal delegater som behövs för att bli nominerad som presidentkandidat på partikonventet.
I presidentvalet den 4 november 2008 förlorade McCain mot demokraten Barack Obama med 174 elektorsröster mot 364 för Obama.

### Väljare i Floridavalet
Exilkubaner utgör normalt ungefär 7 procent av de republikanska primärvalsväljarna och en av de viktiga frågorna var i vilken utsträckning de gav sitt stöd till McCain. Under 2008 lutade de starkt åt Rudy Giuliani men lär ha påverkats av det snudd på obefintliga stödet för honom på andra håll. I slutskedet fick McCain uppbackning av flera framstående kuban-amerikaner, som senatorn Mel Martinez och kongressledamöterna Ileana Ros-Lehtinen och Lincoln Díaz-Balart. Många i den exilkubanska befolkningsgruppen i Miami beundrade McCain då han stridit mot kommunister i Vietnam.

## Privatliv
Den 3 juli 1965, då McCain var 28 år gammal, gifte han sig med modellen Carol Shepp från Philadelphia. McCain adopterade hennes två små söner, Douglas och Andrew. Makarna hade tillsammans även en dotter vid namn Sidney.
I april 1979 träffade McCain Cindy Lou Hensley, en lärare från Phoenix, Arizona. Han uppmanade sin maka att ansöka om skilsmässa, vilket hon gjorde i februari 1980. McCain och Hensley gifte sig den 17 maj 1980. Under 1984 fick de sitt första barn tillsammans, dottern Meghan, följt två år senare av sonen John Sidney och år 1988 av sonen James.
Under 1991 tog Cindy McCain en övergiven tre månaders gammal flicka som behövde medicinsk behandling till USA från Bangladesh. Paret bestämde sig för att adoptera henne och döpte henne till Bridget.

## Böcker
McCain har utkommit med ett antal böcker, bland annat självbiografin Faith Of My Fathers, som legat till grund för en tv-film i vilken McCain spelas av Shawn Hatosy.

## Referenser

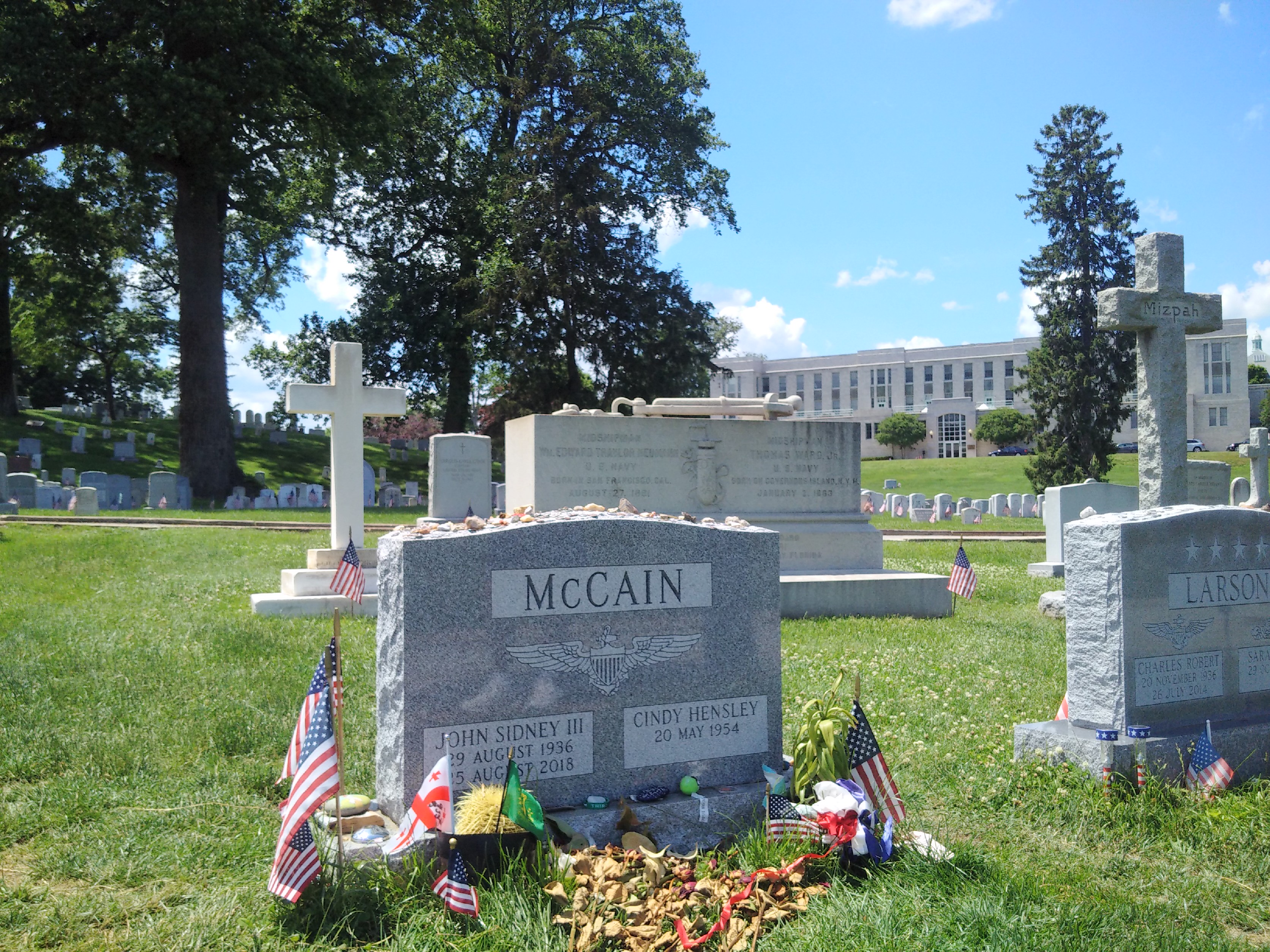
Gravsten på United States Naval Academy Cemetery i Annapolis, Maryland.